# Івахненко Валентина Юріївна
Валентина Юріївна Івахненко (нар. 27 червня 1993 у м. Ялта, Крим, Україна) — українсько-російська тенісистка, майстер спорту України. До літа 2014 року вона мешкала у Донецьку та виступала від України, наразі представляє РФ. Переможниця 38 турнірів ITF (7 — в одномісному розряді). Улюблене покриття — ґрунт. Є правшею.

## Кар'єра
Навчання гри з тенісу почалися у 6 років. Професійним спортом займатися почала з 2007 року. Успіхи дебютантки були настільки великі, що вже через два роки, в 2009, вона представляла Україну в фіналі юніорського кубка BNP Paribas. Після незаконної окупації Кримського півострова Російською Федерацією Івачненко прийняла російське громадянство (29 жовтня 2014 року). З літа 2014 року вона виступає за Російську тенісну асоціацію.
Валентина виграла сім одномісних наборів та 31 парний на турнірах жіночого циклу ITF (Міжнародної федерації тенісу). 28 листопада 2016 року вона була на 104-го місці світового рейтингу у парному розряді. За звітом Жіночою тенісної асоціації від 25 лютого 2019 тенісистка займала 203 місце у рейтингу.

## Досягнення

### Одномісний

#### Турнірні перемоги
| № | Дата                 | Турнір (місто)     | Категорія          | Покриття | Остаточний противник           | Рахунок           |
| - | -------------------- | ------------------ | ------------------ | -------- | ------------------------------ | ----------------- |
| 1 | 28 березня 2010 року | Туреччина, Анталія | 10 000 доларів США | пісок    | Румунія, Міхаела Бужярнеску    | 6:3, 6:0          |
| 2 | 4 квітня 2010        | Туреччина, Анталія | 10 000 доларів США | пісок    | Нідерланди, Даніель Гармсен    | 6:3, 7:6 5        |
| 3 | 2 жовтня 2010 року   | Україна, Буча      | 25 000 доларів США | пісок    | Україна, Оксана Любзова        | Завдання 6:2, 2:0 |
| 4 | 6 серпня 2011 року   | Росія, Москва      | 25 000 доларів США | пісок    | Росія, Валерія Соловйова       | 6:1, 6:3          |
| 5 | 23 квітня 2017 року  | Італія, Пула       | 25 000 доларів США | пісок    | Іспанія, Ґеорґіна Ґарзья Перез | 7:5, 6:3          |

#### Поразки
| № | Дата           | Турнір (місто)    | Категорія   | Покриття       | Остаточний супротивник      | Рахунок        |
| - | -------------- | ----------------- | ----------- | -------------- | --------------------------- | -------------- |
| 1 | 3 липня 2011   | Франція, Денен    | ITF $25.000 | Пісок          | Бразилія, Тетяна Перейра    | 4:6, 3:6       |
| 2 | 18 серпня 2013 | РФ, Касан         | ITF $50.000 | Тверда підлога | Україна, Людмил Кіченок     | 2:6, 6:2, 2:6  |
| 3 | 27 червня 2015 | РФ, Москва        | ITF $50.000 | Пісок          | РФ, Ірина Хромачова         | 2:6, 2:6       |
| 4 | 13 грудня 2015 | Єгипет, Каїр      | ITF $25.000 | Пісок          | Румунія, Міхаель Бужярнеску | 0:6, 3:6       |
| 5 | 11 лютого 2017 | Туреччина Анталія | ITF $15.000 | Пісок          | Болгарія, Діа Евтімова      | нічия          |
| 6 | 15 липня 2017  | РФ, Москва        | ITF $25.000 | Пісок          | Україна, Ольга Янчук        | 6:4, 0:6, 6:75 |
| 7 | 15 жовтня 2017 | Італія, Пула      | ITF $25.000 | Пісок          | Словенія, Полона Геркоґ     | 1:6, 0:6       |

### Парний

#### Турнірні перемоги
| №  | Дата            | Турнір (місто)                                                                                   | Категорія   | Покриття              | Партнер                        | Остаточний противник | Рахунок           |
| -- | --------------- | ------------------------------------------------------------------------------------------------ | ----------- | --------------------- | ------------------------------ | --- | ----------------- |
| 1  | 1 червня 2008   | Україна, Харків                                                                                  | ITF $10.000 | Пісок                 | Україна, Анастасія Кирилова    | Україна, Юлія Ліндіна Україна, Оксана Павлова                                                                                     | 6:3, 6:2          |
| 2  | 18 червня 2011  | Україна, Харків                                                                                  | ITF $25.000 | Пісок                 | Україна, Катерина Козлова      | Австрія, Меланія Клаффнер Литва, Ліна Станчіюте                                                                                   | 6:4, 6:3          |
| 3  | 17 липня 2011   | Франція, Контрексевіль                                                                           | ITF $50.000 | Пісок                 | Україна, Катерина Козлова      | Японія, Еріка Сема Бразилія, Роксана Вайсемберґ                                                                                   | 2:6, 7:5, [12:10] |
| 4  | 6 серпня 2011   | РФ, Москва                                                                                       | ITF $25.000 | Пісок                 | Україна, Катерина Козлова      | Угорщина, Василіса Булгакова РФ, Анна Рапопорт                                                                                    | 6:3, 6:0          |
| 5  | 17 вересня 2011 | Італія, Местре                                                                                   | ITF $25.000 | Пісок                 | РФ, Марина Мєльникова          | Угорщина, Тімеа Бабош Польща, Магда Лінетт                                                                                        | 6:4, 7:5          |
| 6  | 20 травня 2012  | РФ, Москва                                                                                       | ITF $25.000 | Пісок                 | Україна, Катерина Козлова      | Білорусь, Дар'я Лебешева РФ, Юлія Валетова                                                                                        | 6:1, 6:3          |
| 7  | 26 травня 2012  | Казахстан, Астана                                                                                | ITF $25.000 | Тверда підлога (зала) | Україна, Катерина Козлова      | РФ, Діана Ісаєва РФ, Ксенія Кирилова                                                                                              | 6:2, 6:0          |
| 8  | 9 червня 2012   | Узбекистан, Карші                                                                                | ITF $25.000 | Тверда підлога        | Україна, Катерина Козлова      | Україна, Капшай Вероніка Сербія, Теодора Мірцис                                                                                   | 7:5, 6:3          |
| 9  | 18 серпня 2012  | РФ, Казань                                                                                       | ITF $50.000 | Тверда підлога        | Україна, Катерина Козлова      | Україна, Людмила Кіченок Україна, Надія Кіченок                                                                                   | 6:4, 6:76, [10:4] |
| 10 | 22 вересня 2012 | Казахстан, Шимкент                                                                               | ITF $25.000 | Тверда підлога        | Україна, Катерина Козлова      | Узбекистан, Ніґіна Абдураімова Киргизстан, Ксенія Палкіна                                                                         | 6:2, 6:4          |
| 11 | 31 серпня 2013  | РФ, Казань                                                                                       | ITF $50.000 | Тверда підлога        | Україна, Катерина Козлова      | Туреччина, Башак Ерайдін Україна, Вероніка Капшай                                                                                 | 6:4, 6:1          |
| 12 | 21 вересня 2013 | Грузія, Батумі                                                                                   | ITF $25.000 | Тверда підлога        | Україна, Катерина Козлова      | Україна, Альона Фоміна [[Файл:Помилка виразу: незрозумілий розділовий знак «#»\|20x13px\|Німеччина]] Німеччина, Христина Шаковець | 6:0, 6:4          |
| 13 | 26 січня 2014   | Єгипет, Шарм-еш-Шейх                                                                             | ITF $10.000 | Тверда підлога        | Україна Weronika Kapschaj      | Туреччина, Меліс Сезер Туреччина, Іпек Соілу                                                                                      | 3:6, 6:4, [10:5]  |
| 14 | 2 лютого 2014   | Єгипет, Шарм-еш-Шейх                                                                             | ITF $10.000 | Тверда підлога        | Україна Weronika Kapschaj      | РФ, Поліна Лейкіна Греція, Деспіна Параміхайл                                                                                     | 7:65, 6:2         |
| 15 | 23 лютого 2014  | РФ, Москва                                                                                       | ITF $25.000 | Тверда підлога (зала) | Україна, Катерина Козлова      | РФ, Вероніка Кудерметова Білорусь, Святлана Пірашенка                                                                             | 7:66, 6:4         |
| 16 | 11 квітня 2015  | Узбекистан, Карші                                                                                | ITF $25.000 | Тверда підлога        | РФ, Поліна Монова              | Казахстан, Каміла Керімбаєва РФ, Ксенія Ликіна                                                                                    | 6:1, 6:3          |
| 17 | 14 червня 2015  | Білорусь, Мінськ                                                                                 | ITF $25.000 | Пісок                 | РФ, Поліна Монова              | Україна, Ольга Янчук РФ, Дарія Касаткіна                                                                                          | 4:6, 6:0, [12:10] |
| 18 | 21 серпня 2015  | Білорусь, Мінськ                                                                                 | ITF $25.000 | Пісок                 | РФ, Ірина Хромачова            | Туреччина, Пемра Озген Україна, Анастасія Васильєва                                                                               | 6:3, 6:0          |
| 19 | 12 грудня 2015  | Єгипет, Каїр                                                                                     | ITF $25.000 | Пісок                 | Словенія Dalila Jakupović      | Італія, Мартіна Кареґаро Угорщина, Река Лука Яні                                                                                  | kampflos          |
| 20 | 25 грудня 2015  | Індія, Пуне                                                                                      | ITF $25.000 | Тверда підлога        | Україна, Анастасія Васильєва   | Китайський Тайбей, Сюй Цзеюй Індія, Прартана Томбаре                                                                              | 4:6, 6:2, [12:10] |
| 21 | 26 серпня 2016  | Україна, Харків                                                                                  | ITF $25.000 | Пісок                 | РФ, Анастасія Комардіна        | Туреччина, Башак Ерайдін Білорусь, Ілона Кремен                                                                                   | 6:1, 6:3          |
| 22 | 2 вересня 2016  | Казахстан, Алмати                                                                                | ITF $25.000 | Пісок                 | РФ, Анастасія Комардіна        | РФ, Поліна Монова РФ, Валерія Савінич                                                                                             | 7:5, 6:4          |
| 23 | 16 вересня 2016 | Україна, Буча                                                                                    | ITF $25.000 | Пісок                 | РФ, Анастасія Комардіна        | Румунія, Міхаела Бузернеску Молдова, Олександр Перпер                                                                             | 6:3, 6:1          |
| 24 | 11 лютого 2017  | Туреччина, Анталія                                                                               | ITF $15.000 | Пісок                 | Туреччина, Башак Ерайдін       | Швейцарія, Карін Кеннел Словенія, Настя Колар                                                                                     | 7:66, 6:2         |
| 25 | 23 червня 2017  | Швеція, Істад                                                                                    | ITF $25.000 | Пісок                 | Мексика, Рената Заражуа        | Нідерланди, Кірін Лемойне Нідерланди, Єва Ваканно                                                                                 | 6:3, 3:6, [10:5]  |
| 26 | 14 липня 2017   | РФ, Москва                                                                                       | ITF $25.000 | Пісок                 | Узбекистан, Окґул Омонмуродова | Білорусь, Ілона Кремен Білорусь, Ірина Шиманович                                                                                  | 6:4, 6:2          |
| 27 | 21 липня 2017   | Туреччина, Бурса                                                                                 | ITF $60.000 | Пісок                 | Україна, Анастасія Васильєва   | Боснія і Герцеговина, Деа Гервжелаш РФ, Олександра Поспелова                                                                      | 6:3, 5:7, [10:1]  |
| 28 | 19 серпня 2017  | [[Файл:Помилка виразу: незрозумілий розділовий знак «#»\|20x13px\|Німеччина]] Німеччина, Лейпциґ | ITF $25.000 | Пісок                 | Білорусь, Лідія Маросава       | Хорватія, Тереза Мрдежа Індія, Анкіта Раіна                                                                                       | 6:2, 6:1          |

#### Поразки
| №  | Дата              | Турнір (місто)       | Категорія   | Покриття       | Партнер                        | Остаточний противник                                        | Рахунок           |
| -- | ----------------- | -------------------- | ----------- | -------------- | ------------------------------ | ----------------------------------------------------------- | ----------------- |
| 1  | 4 липня 2010      | Іспанія, Пособланко  | ITF $50.000 | Тверда підлога | Україна, Катерина Козлова      | Японія, Акіко Йонемура Японія, Томоко Йонемура              | 4:6, 6:3, [4:10]  |
| 2  | 24 липня 2010     | Україна, Харків      | ITF $25.000 | Пісок          | Україна, Альона Сотнікова      | Україна, Катерина Козлова Україна, Еліна Світоліна          | 3:6, 5:7          |
| 3  | 22 серпня 2010    | РФ, Санкт-Петербурґ  | ITF $10.000 | Пісок          | Україна, Марія Малачасян       | РФ, Євгенія Пашкова РФ, Марія Шаркова                       | 4:6, 7:5, [9:11]  |
| 4  | 2 жовтня 2010     | Україна, Буча        | ITF $25.000 | Пісок          | Україна, Анастасія Літовченко  | РФ, Юлія Калабіна РФ, Тетяна Котельнікова                   | 4:6, 5:7          |
| 5  | 5 лютого 2012     | Франція, Ґренобль    | ITF $25.000 | Тверда підлога | Україна, Марина Заневська      | Чехія, Кароліна Плішкова Чехія, Крістина Плішкова           | 1:6, 3:6          |
| 6  | 25 березня 2012   | РФ, Москва           | ITF $25.000 | Килим (зал)    | Україна, Катерина Козлова      | РФ, Маргарита Гаспарян РФ, Анна Маренко                     | 6:3, 6:74, [6:10] |
| 7  | 16 червня 2012    | Узбекистан, Бухара   | ITF $25.000 | Тверда підлога | Україна, Катерина Козлова      | Україна, Людмила Кіченок Україна, Надія Кіченко             | 5:7, 5:7          |
| 8  | 30 червня 2012    | Італія, Рим          | ITF $25.000 | Пісок          | США, Юлія Коген                | Канада, Марі-Ев Пеллетьє Франція, Лаура Торп                | 0:6, 6:3, [8:10]  |
| 9  | 22 червня 2012    | Україна, Донецьк     | ITF $50.000 | Тверда підлога | Україна, Катерина Козлова      | Україна, Людмила Кіченок Україна, Надія Кіченок             | 2:6, 5:7          |
| 10 | 20 квітня 2013    | Узбекистан, Наманґан | ITF $25.000 | Тверда підлога | Киргизстан, Ксенія Палкіна     | Узбекистан, Альбіна Чабібуліна Україна, Анастасія Васильєва | 3:6, 3:6          |
| 11 | 6 вересня 2014    | РФ, Москва           | ITF $25.000 | Пісок          | РФ, Юлія Калабіна              | Казахстан, Анна Даніліна Швейцарія, Ксенія Кнолл            | 6:0, 6:4          |
| 12 | 16 листопада 2014 | Єгипет, Шарм-еш-Шейх | ITF $25.000 | Тверда підлога | РФ, Поліна Монова              | Бельгія, Марі Бенойт Нідерланди, Демі Шуурс                 | 4:6, 5:7          |
| 13 | 25 квітня 2015    | Туреччина, Стамбул   | ITF $50.000 | Тверда підлога | РФ, Поліна Монова              | Україна, Людмила Кіченок Україна, Надія Кіченок             | 4:6, 3:6          |
| 14 | 16 квітня 2016    | Туреччина, Стамбул   | ITF $50.000 | Тверда підлога | Білорусь, Лідія Маросава       | Україна, Людмила Кіченок Чехія, Барбора Стефкова            | 4:6, 6:1, [6:10]  |
| 15 | 2 липня 2016      | Польща, Торунь       | ITF $25.000 | Пісок          | Узбекистан, Окґул Омонмуродова | Румунія, Ірина Марія Бара РФ, Валерія Савінич               | 3:6, 6:4, [7:10]  |

## Позиція на кінець року
| Рік        | 2009 | 2010 | 2011 | 2012 | 2013 | 2014 | 2015 | 2016 | 2017 | 2018 | 2019 |
| ---------- | ---- | ---- | ---- | ---- | ---- | ---- | ---- | ---- | ---- | ---- | ---- |
| Одномісний | 831  | 359  | 300  | 240  | 231  | 459  | 285  | 327  | 200  | ?    | —    |
| Парний     | 863  | 318  | 212  | 130  | 218  | 299  | 196  | 108  | 200  | ?    | —    |